# Metachroma nigrosignatum
Metachroma nigrosignatum är en skalbaggsart som beskrevs av Blake 1970. Metachroma nigrosignatum ingår i släktet Metachroma och familjen bladbaggar. Inga underarter finns listade i Catalogue of Life.